# (38408) 1999 RN204
1999 RN204 (asteroide 38408) é um asteroide da cintura principal. Possui uma excentricidade de 0.23843530 e uma inclinação de 15.58643º.
Este asteroide foi descoberto no dia 8 de setembro de 1999 por LINEAR em Socorro.